# بيتروس ياكوبس كيب
بيتروس ياكوبس كيب هو مخترِع وصيدلي وكيميائي هولندي، ولد في 5 مارس 1808 في أوترخت في هولندا، وتوفي في 3 فبراير 1864 في دلفت في هولندا.